# Cité Souzy
Pour les articles homonymes, voir Souzy (homonymie).
La cité Souzy est une voie du 11e arrondissement de Paris, en France.

## Situation et accès
La cité Souzy est une voie située dans le 11e arrondissement de Paris. Elle débute au 39, rue des Boulets et se termine en impasse.

## Origine du nom

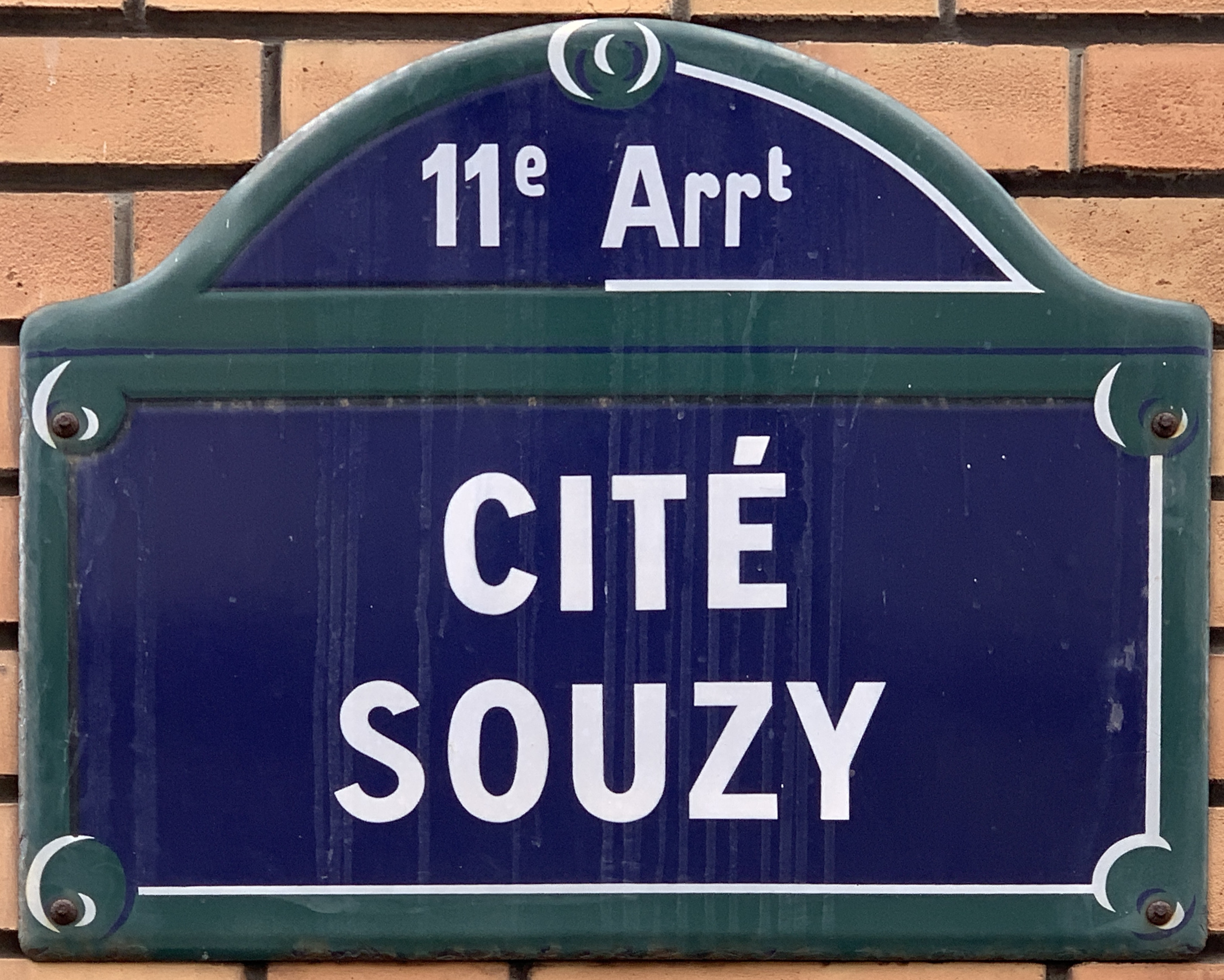
Plaque de la voie.

Cette voie est nommée d'après le nom du propriétaire des terrains.

## Historique
Cette voie est ouverte sous sa dénomination actuelle vers 1890.